# La Grande Maison (film)
Cet article concerne le film. Pour le roman de Mohammed Dib, voir La Grande Maison. Pour le roman de Nicole Krauss, voir La Grande Maison (Nicole Krauss).
Pour plus de détails, voir Fiche technique et Distribution.
La Grande Maison (El bait el kabir) est un film égyptien réalisé par Ibrahim Lama, sorti en 1949.

## Fiche technique
- Titre : La Grande Maison
- Titre original : El bait el kabir
- Réalisation : Ibrahim Lama
- Pays :  Égypte
- Dates de sortie : 
  -  France : 1949 (Festival de Cannes)

## Distribution
- Abdulghani El-Sayyed
- Tahiyyah Karyuka
- Aly Reda
- Adel Adham

## Distinctions
Le film a été présenté en sélection officielle en compétition au Festival de Cannes 1949.